# أولريكا إليونورا أميرة الدنمارك
أولريكا إليونورا أميرة الدنمارك (بالدنماركية: Ulrikke Eleonore af Danmark)‏ (11 سبتمبر 1656 - 26 يوليو 1693) كانت زوجة ملك السويد كارل الحادي عشر.